# Terapias graduadas de exposición
Las Terapias graduadas de exposición (TGE) son técnicas que se encuentran dentro del enfoque de las Terapias cognitivo-conductuales (TCC) y que tienen como objetivo contrarrestar una fobia que presenta la persona en el transcurso de su vida.

## Descripción
Una fobia es un miedo irracional, un tipo de trastorno de ansiedad en la que el paciente que la padece presenta un miedo implacable ante una situación, sea causada por un lugar, una criatura o cualquier objeto material o incluso inmaterial. Una TGE consiste en la confrontación directa entre el paciente y la situación tan temida, generando estímulos de forma progresiva hasta que alcance a controlar su temor.

### Tipos de tratamiento

#### Desensibilización sistemática
La Desensibilización sistemática es una de estas terapias y uno de los métodos más utilizados en la psicoterapia para aliviar los síntomas de una fobia en las TCC. Se solicita al paciente que recurra a su imaginación, proyectándola al estímulo temido; una vez que llega a su límite en el que no puede controlar su ansiedad, se le hace volver a la calma para recomenzar la sesión, y se reitera hasta solucionar su problema o disminuir su temor.

#### Métodos de choque
En los Métodos de choque produce una exposición forzada al estímulo, hasta lograr controlar la ansiedad del paciente. Se sugiere no utilizar fármacos durante este método.